# 巴德拉瓦蒂
巴德拉瓦蒂（Bhadravati），是印度卡纳塔克邦Shimoga县的一个城镇。总人口160392（2001年）。

## 人口
该地2001年总人口160392人，其中男性81260人，女性79132人；0—6岁人口16428人，其中男8390人，女8038人；识字率73.58%，其中男性为79.12%，女性为67.89%。